# 千里文化センター
千里文化センター（せんりぶんかセンター）は大阪府豊中市新千里東町にある、豊中市が管理運営する複合公共施設である。愛称は「コラボ」。

## 概要
2008年（平成20年）2月11日に開館した。館内には市役所新千里出張所、千里老人福祉センター、千里保健センター、市立千里図書館、千里公民館が入っている。管理・運営は、市民生活部千里文化センターが行っている。
阪急バスの千里中央バスターミナルの上に建設され、1階はバスターミナルとなっている。立地は千里中央の中心部にあり、鉄道駅からも近く好立地となっている。
愛称は市内外からの公募で募り、「福祉施設のコラボレーション」の意から「コラボ」と決定した。

### 館内
- 地下1階
- 1階：バスターミナル
- 2階：市役所新千里出張所・千里保健センター・千里公民館・多目的スペース
- 3階：千里公民館・千里老人福祉センター
- 4階：市立千里図書館
- 5階：機械室など

## 所在地・交通案内
- 〒560-0082 大阪府豊中市新千里東町1-2-2
  - 北大阪急行・大阪モノレール 千里中央駅から徒歩すぐ